# Tasajeras, Veracruz
Tasajeras är en ort i Mexiko.   Den ligger i kommunen Platón Sánchez och delstaten Veracruz, i den sydöstra delen av landet, 220 km norr om huvudstaden Mexico City. Tasajeras ligger 97 meter över havet och antalet invånare är 368.
Terrängen runt Tasajeras är platt. Runt Tasajeras är det ganska tätbefolkat, med 86 invånare per kvadratkilometer. Närmaste större samhälle är Platón Sánchez, 11,9 km sydost om Tasajeras. Omgivningarna runt Tasajeras är en mosaik av jordbruksmark och naturlig växtlighet.